# Rozina Jadrná-Pokorná
Rozina Jadrná-Pokorná (27. prosince 1924 Hradec Králové – 1. dubna 1988 Mnichov, Německo) byla česká rozhlasová redaktorka, dýdžejka a exilová pracovnice.

## Život a kariéra
Narodila se 27. prosince 1924 v Hradci Králové. Její otec byl lékařem v Chlumci nad Cidlinou. V dětství trpěla tuberkulózou. Po absolvování měšťanské školy navštěvovala učitelský kurs a pracovala v administraci deníku Práce v Praze. Po válce se ochotnicky angažovala v Malostranské besedě. Krátce po Vítězném únoru, již 27. března 1948, emigrovala, když pěšky přešla přes Šumavu do Západního Německa. Dne 30. března dorazila do uprchlického tábora v Gerdeschule u Regensburgu. Poté pracovala v československém vysílání pařížského rozhlasu spolu například s Járou Kohoutem. V Paříži působila v emigrantském divadle Maryša. Počínaje 1. březnem roku 1951 působila ve Svobodné Evropě.
Dne 15. února 1965 začala pracovat v produkci zejména víkendových hudebních pořadů, které se – na tu dobu převratně – vysílaly živě. V těchto pořadech (například Vzkazy domovu) byly také vysílány vzkazy emigrantů rodinám a známým v Československu i zprávy a pozdravy ze samotného Československa.
Po roce 1968 se angažovala v pomoci emigrantům. Mezi nimi byli i Karel Kryl a Yvonne Přenosilová, kteří pak rovněž působili jako redaktoři hudebních pořadů.
Roku 1971 se vdala za Karla Pokorného, mladšího o dvacet let – na důkaz vzájemné úcty pak oba užívali spojeného příjmení. 
Na Rozinu Jadrnou byl od roku 1958 veden svazek Státní bezpečnosti, který se týkal také sledování pošty do hudební redakce Svobodné Evropy (údajně až 200 dopisů denně, dále kazety s hudbou a jiné). Státní bezpečnost sledovala také její rodinu a během šedesátých let 20. století za ní do Mnichova vyslala agenta, který jí měl donést pozdravy z domova. Zpráva Státní bezpečnosti hovoří i o jejich aktivitách, jako například o poskytnutí azylu Karlu Krylovi. O Rozině svědčil i známý agent Pavel Minařík.
Zemřela 1. dubna 1988 v Mnichově. V pražském kostele Nejsvětějšího srdce páně se za ni konala 13. května zádušní mše, o které se lidé dozvěděli také z vln Svobodné Evropy díky telefonátu anonymního posluchače.